# Suncho Corral
Suncho Corral est une ville et le chef-lieu du département de Juan Felipe Ibarra, dans la province de Santiago del Estero en Argentine.
Elle se situe sur la route nationale 89 en direction de la province du Chaco.